# La Vergne (Charente-Maritime)
La Vergne település Franciaországban, Charente-Maritime megyében. Lakosainak száma 610 fő (2022. január 1.). La Vergne Landes, Saint-Jean-d’Angély, Ternant, Torxé, Voissay és Essouvert községekkel határos.

## Népesség
A település népességének változása:
| Lakosok száma | 548  | 479  | 591  | 606  | 594  | 592  | 585  | 590  | 601  | 610  |
|               | 1968 | 1982 | 1990 | 2006 | 2013 | 2015 | 2017 | 2019 | 2020 | 2022 |